# هرمان كونه فان ديك
هرمان كونه فان ديك (بالهولندية: Herman van Dijk)‏ هو اقتصادي هولندي، ولد في 17 يناير 1947 في خرونينغن في هولندا.